# 贝尔卢
贝尔卢（法語：Berlou，法語發音：[bɛʁlu]）是法国埃罗省的一个市镇，属于贝济耶区。

## 地理
贝尔卢（43°29'25"N, 2°57'22"E）面积11.34 平方千米，位于法国奧克西塔尼大區埃罗省，该省份为法国南部沿海省份，南濒地中海，西南接奥德省，西北接塔恩省和阿韦龙省，东北与加尔省接壤。
与贝尔卢接壤的市镇（或旧市镇、城区）包括：奥尔布河畔塞斯农、费里耶尔普萨鲁、奥拉尔格、韦纳佐布尔河畔普拉德、罗克布兰、圣艾蒂安-达尔巴尼昂。

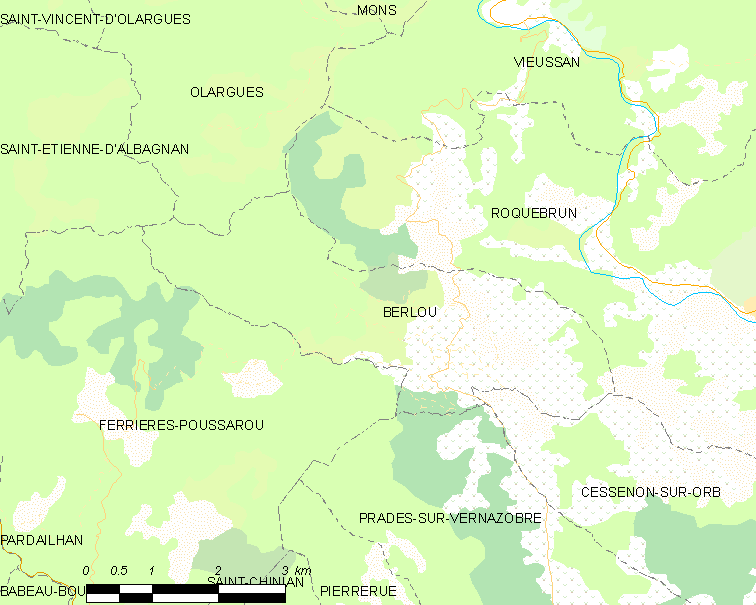
贝尔卢的OSM定位图

贝尔卢的时区为UTC+01:00、UTC+02:00（夏令时）。

## 行政
贝尔卢的邮政编码为34360，INSEE市镇编码为34030。

## 政治
贝尔卢所属的省级选区为圣庞斯德托米耶尔县。

## 人口

1962-2008年间贝尔卢人口变化图示

贝尔卢于2022年1月1日时的人口数量为222人。